# Darfur

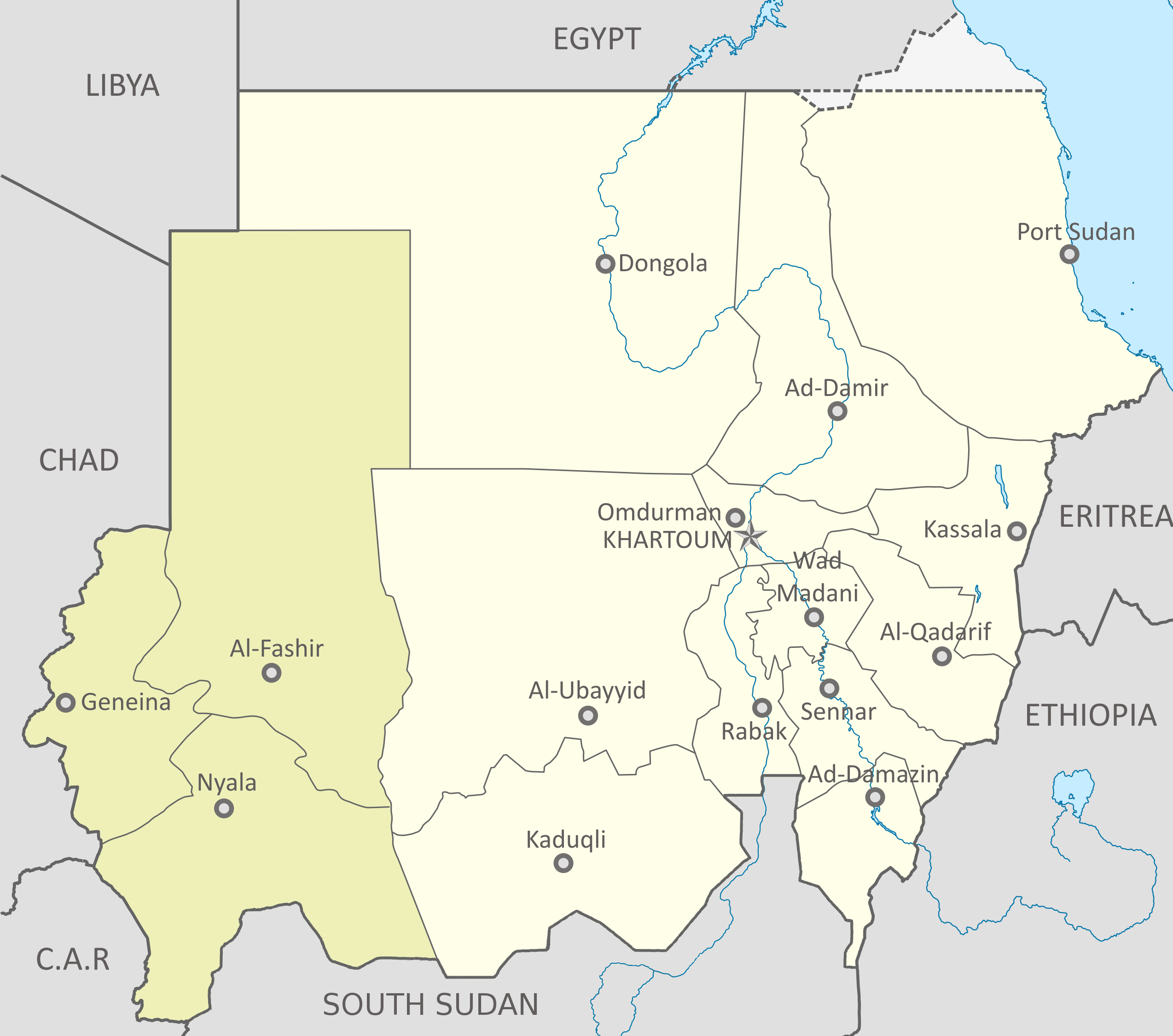
Mapa do Sudão com a região de Darfur em destaque

Darfur (دار فور, que, traduzido do árabe, significa terra dos furis), é uma região no oeste do Sudão, na fronteira com a Líbia, o Chade, a República Centro-Africana e o Sudão do Sul. Divide-se em três estados federais sudaneses: Garb Darfur (Darfur Ocidental), Djanub Darfur (Darfur do Sul) e Shamal Darfur (Darfur do Norte).
Com uma área de 503 180 km² e uma população aproximada de 7 000 000 de habitantes, Darfur caracteriza-se pelo baixo nível de desenvolvimento. Apenas 44,5% das crianças do sexo masculino e 33,3% das crianças de sexo feminino frequentam a escola.
Três etnias são predominantes em Darfur: os furis, que emprestam o nome à região, os massalites e os zagauas, em geral negros muçulmanos ou seguidores de outras religiões africanas.
A região é palco de um conflito decorrente de disputas entre as populações árabe e não árabe, na franja sul do Deserto do Saara. Os não árabes, separatistas, são alvos de uma ação de extermínio empreendida por milícias árabes denominadas janjauidis, que, por sua vez, são acusadas de receber apoio do governo sudanês. O conflito já fez mais de 200 000 mortos e cerca de 2 000 000 de refugiados desde 2001, em quatro anos de inércia diplomática entre os países do mundo. Segundo o secretário-geral da Organização das Nações Unidas, Ban Ki-Moon, além das causas sociais, econômicas e políticas, o conflito e a grave crise humanitária decorrente têm sido intensificados por alterações climáticas que provocam períodos alternados de grande seca, chuvas e inundações no sul do Sudão a partir da década de 1970.
Recentemente, a República Popular da China tem sido alvo de críticas por parte de organizações da sociedade civil em muitos países, pelo fato de defender, na Organização das Nações Unidas e em outros fóruns internacionais, a não intervenção nos assuntos internos do Sudão. Enquanto isso, o comércio entre os dois países cresce exponencialmente.
Em 23 de abril de 2007, foi instituída a Autoridade Regional de Transição do Darfur (Transitional Darfur Regional Authority), que supervisionaria a realização de um referendo nos três estados em 2010.

## Estados
| Estado        | Nome em português | Área (km²) | População estimativa 2007 (*) | Capital     |
| ------------- | ----------------- | ---------- | ----------------------------- | ----------- |
| Shamal Darfor | Darfur do Norte   | 296 420    | 1 821 000                     | El-Fasher   |
| Gharb Darfor  | Darfur Ocidental  | 79 460     | 1 863 000                     | Al-Junaynah |
| Janub Darfor  | Darfur do Sul     | 127 300    | 3 514 000                     | Niala       |
| Totais        |                   | 503 180    | 7 198 000                     |             |

(*) Fonte: cbs.gov.sd